# 佐志房
佐志 房（さし ふさし、生年未詳 - 文永10年（1274年）10月）は、鎌倉時代中期の武将。松浦党。肥前国松浦郡佐志村の地頭。

## 略歴
鎌倉幕府より将軍家下文を受け、東国御家人に準ずる存在として地頭を務める。元寇において、文永10年（1274年）10月16日、文永の役で佐須浦に3万数千人の蒙古軍が現れた。松浦党は松浦郡で蒙古軍と戦ったと見られ、数百人が犠牲となり、佐志房と子息の直（なおす）、留（とむる）、勇（いさむ）も討ち死にした。その後、遺領をめぐって直の子熊太丸と勇の娘久曽（くそ）が争っている（『有浦文書』弘安2年10月8日関東下知状）。

## 系譜
- 父：不詳
- 母：不詳
- 妻：不詳
  - 男子：佐志直
  - 男子：佐志留
  - 男子：佐志勇

## 関連作品
- 北条時宗(2001年・NHK大河ドラマ) - 演：藤竜也